# 张亚宏
张亚宏（1968年7月—），男，汉族，江苏泰兴人，中华人民共和国政治人物。

## 生平
曾任中华人民共和国公安部治安管理局文化、教育、体育、卫生保卫工作指导处副处长、处长，公安部治安管理局副局级干部，上海世博会安全保卫工作协调小组办公室副主任、前方工作组副组长，公安部治安管理局大型活动安保工作办公室副主任，公安部办公厅机关党委委员、副主任兼指挥中心主任，公安部情报指挥中心党委书记、主任。上海市公安局党委副书记、副局长（正局长级），2023年出任上海市人民政府副市长，上海市公安局局长、督察长，上海公安学院院长。